# Calamiteitendoorsteek

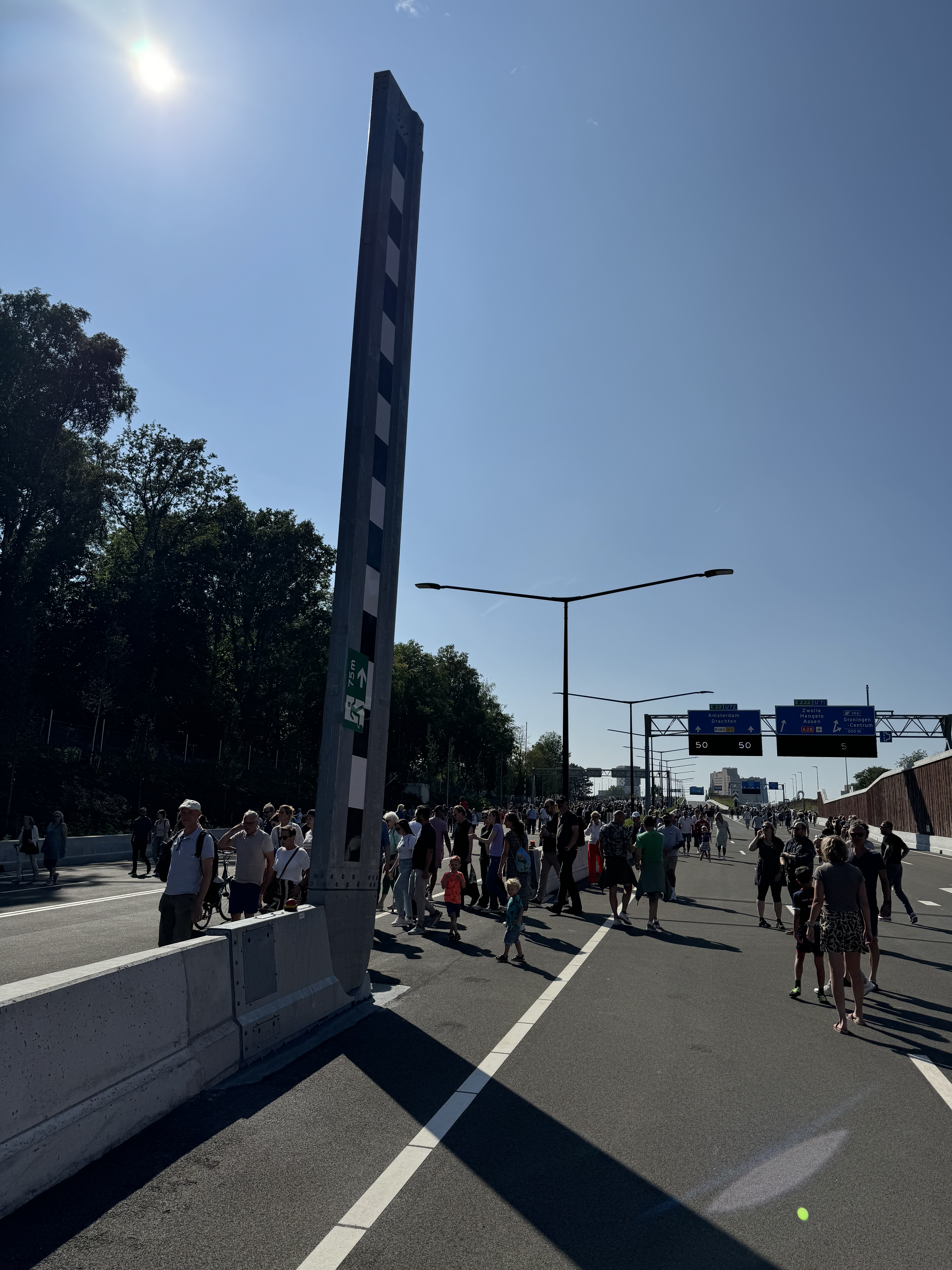
Een geopende calamiteitendoorsteek bij het knooppunt Julianaplein (2024)

Een calamiteitendoorsteek (CADO) is een mechanische constructie voor het opklappen van een deel van de vangrail in de middenberm van een weg. Het primaire doel van de calamiteitendoorsteek is het doorlaten van hulpverleningsvoertuigen. Op deze plaatsen kunnen de hulpverleningsvoertuigen doorsteken naar de andere rijbaan.
Het opklappen van de vangrail wordt op afstand bediend vanuit een verkeerscentrale. De doorgang kan dus al open staan op het moment dat de hulpverleners er arriveren. Er zijn er echter ook die voorzien zijn van een gewone handbediende slagboom. 
Bij wegwerkzaamheden kan in principe het reguliere verkeer worden doorgelaten naar een andere rijbaan via de CADO. Op deze manier wordt zo min mogelijk overlast veroorzaakt voor de weggebruikers.
De CADO's worden aangeduid op rode borden met witte letters, ook van tevoren met de afstand er bij. De borden staan opgesteld tussen de hoofd- en de parallelrijbaan, voorzien van de hectometerpaal waar de doorsteek gevonden kan worden.

## Eindhoven
De autosnelweg bij Eindhoven heeft vier rijbanen. De buitenste rijbanen (parallelrijbanen) dragen nummer N2, de middelste rijbanen (hoofdrijbanen) A2. De N2 heeft veel op- en afritten. De A2 heeft daarentegen alleen op- en afritten van en naar de A67 en de A58. Mochten zich calamiteiten voordoen op de hoofdrijbaan (A2), dan moeten hulpdiensten zonder gebruik te maken van een CADO een grote omweg maken om de hoofdrijbaan te bereiken. Om de hulpverlening te versnellen kunnen hulpverleningsvoertuigen via de reguliere opritten aan de N2 de autoweg opgaan en vervolgens zo snel mogelijk door een CADO de A2 oprijden.
Aan de Randweg Eindhoven (A2/N2) zijn de borden rood met witte letters. Er zijn meerdere CADO-locaties rondom Eindhoven. Enkele honderden meters voor de daadwerkelijke doorsteek staat een aankondigingsbord. Op dit bord staat hetzelfde als bij de CADO zelf (CADO {\displaystyle x}, waarbij {\displaystyle x} voor het nummer van de CADO staat), met daaronder de afstand. In Eindhoven en 's-Hertogenbosch wordt ongewenst doorsteken ontmoedigd door een stel ingegraven zwarte flexibele palen met gele retroreflectoren in combinatie met een verkeersbord 'gesloten', waarbij een uiteinde van de vangrail voorzien is van een botskussen.